# Mahnverfahren
Het Mahnverfahren, de gerechtelijke aanmaningsprocedure in Duitsland, is een juridische procedure die de tenuitvoerlegging van geldvorderingen vereenvoudigt. Dit is geregeld in §§ 688 e.v. ZPO (Zivilprozessordnung) en niet te verwarren met buitengerechtelijke aanmaningen van bedrijven, advocaten of incassobureaus. De vordering mag niet afhankelijk zijn van een nog niet verstrekte dienstverlening (§ 688 (2) nr. 2 ZPO). Vorderingen uit hoofde van consumentenkredietovereenkomsten zijn onderworpen aan nadere vereisten (artikel 688 (2) nr. 1, artikel 690 (1) nr. 3 ZPO).
Op verzoek van de schuldeiser wordt er een zogenaamde aanmaning uitgegeven, die door de verantwoordelijke centrale rechtbank naar de vermeende schuldenaar wordt gestuurd. Voor zover de schuldenaar hier niet tijdig bezwaar tegen maakt, wordt de vordering uitvoerbaar doordat het Zentrales Mahngericht van het Bundesland op verzoek een zogenaamde executoriale titel uitvaardigt. De aanmaanprocedure maakt dus de tenuitvoerlegging van een geldvordering mogelijk zonder aanklacht, en dus zelfs zonder oordeel. De procedure wordt uitgevoerd door een Rechtspfleger of zelfs volledig geautomatiseerd, zonder dat wordt onderzocht of de aanvrager daadwerkelijk recht heeft op de betaling. Bewijs hoeft niet te worden verzonden met machineregistratie. De betalingsbevelprocedure is dus een snel en kostenbesparend alternatief voor gewone civiele procedures, die met name geschikt is voor niet-betwiste vorderingen. Het doel van de procedure is eerst om een schuldenaar te laten betalen. Aan het einde van de betalingsbevelprocedure is er echter een bevel tot tenuitvoerlegging. Dit is een executoriale titel waarmee de schuldeiser zijn vordering tot betaling kan afdwingen (§ 794, lid 1, nr. 4 ZPO).